# Soraya Jiménez
Soraya Jiménez Mendívil (Naucalpan, 1977. augusztus 5. – Mexikóváros, 2013. március 28.) olimpiai bajnok mexikói súlyemelőnő.  Ő szerezte Mexikó történetének 10. olimpiai aranyérmét.

## Sportpályafutása
A 2000. évi nyári olimpiai játékokon Sydneyben a nők 58 kg-os súlycsoportjában szerezte meg az aranyérmet. 2002-ben doppingolással vádolták, de felmentették. 2004-ben, az athéni olimpia után visszavonult a versenysporttól. Mexikó első női olimpiai bajnok sportolója volt. Mexikóban nemzeti hősként tisztelik. 35 éves korában szívroham következtében hunyt el mexikóvárosi otthonában.